# 長久保駅
長久保駅（ながくぼえき）は、かつて栃木県氏家町（現・さくら市）長久保の日本鉄道本線南区（現・東日本旅客鉄道東北本線(宇都宮線)）上に存在した駅である。

## 駅概要
1886年（明治19年）10月1日、日本鉄道の宇都宮駅 - 那須駅（現・西那須野駅）が開業。その1ヵ月後の同年11月1日に宇都宮駅と矢板駅間に開業した。
当時の駅年間営業実績は旅客31,850人、貨物6,612トン、運賃収入17,976円であった。
宇都宮駅 - 矢板駅間は夏季の鬼怒川の大水により護岸工事や橋脚の改修工事などに多額の費用を費やしていた。このため日本鉄道本線南区（大日本帝国陸地測量部明治25年測図には『東北鉄道』とある）は1897年（明治30年）2月25日に宇都宮駅 - 現在の蒲須坂駅の北側約700付近間のルート変更を行なった（現在の東北本線のルート）。それにより、1897年（明治30年）2月24日までの運行をもって廃止になった。

## 沿革
- 1886年（明治19年）11月1日 - 開業
- 1897年（明治30年）2月25日 - 廃止

## 隣の駅
廃止当時
古田駅 - 長久保駅 - 矢板駅
古田駅は1891年9月1日開業、1897年2月25日に長久保駅と同時に廃止